# 桑崎三神社
桑崎三神社（くわさきさんじんじゃ）は、埼玉県羽生市の神社。

## 歴史
1871年（明治4年）に創建された。当地には「全福寺」を別当寺とする「天神社」「稲荷社」、医王寺を別当寺とする「八幡社」の3社があった。全福寺は明治初期の神仏分離により、廃寺に追い込まれた。天神社と稲荷社は八幡社に合祀され、「桑崎三神社」に改称した。
1874年（明治7年）、近代社格制度に基づく「村社」に列せられた。
当社の氏子の間で行われた独特の風習の一つに、「正月三が日は雑煮を食べない」というのがあった。雑煮の代わりにうどんを食べたという。戦後の食生活の変化に伴い、廃れてきている。

## 文化財
- 中川低地の河畔砂丘群・桑崎砂丘（埼玉県指定天然記念物 平成29年3月24日指定）[2]

## 交通アクセス
- 新郷駅より徒歩15分。